# Skeletnaald

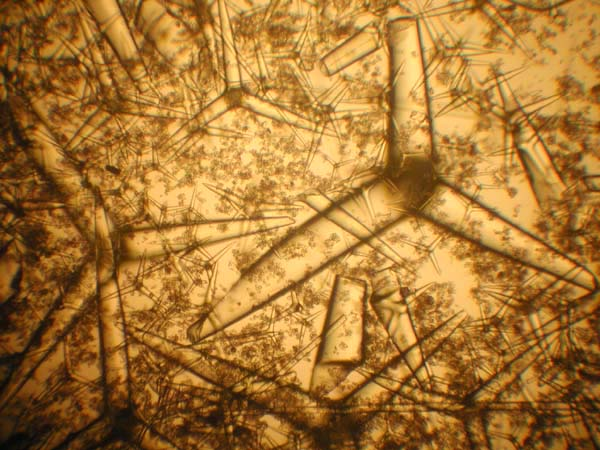
Skeletnaalden van een sponsdier uit de familie van de Pachastrellidae

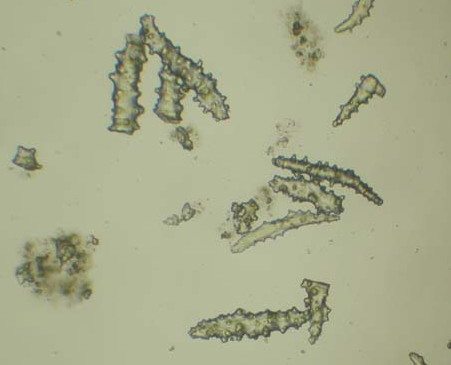
Skeletnaald van een hoornkoraal

Een skeletnaald of kiezelnaald (lat. spiculae) is een verhard deel dat voorkomt bij verschillende diergroepen. Het zijn kleine naalden, met als belangrijkste bouwstof kalk of kiezel. Skeletnaalden nemen vele verschillende vormen aan. De vormen verschillen enigszins per groep, zodat aan de hand van de vorm van de spiculae bepaald kan worden tot welke groep een soort behoort. De vorm kan ankervormig, kruisvormig of zelfs molenachtig zijn.

## Voorbeelden
Voorbeelden zijn de skeletnaalden van de sponsdieren en de chitineuze aanhechtingsplaatsen voor de spieren van insecten. De naalden komen ook voor bij de zachte koralen (Alcyonacea), andere bloemdieren van de onderklasse Octocorallia, de zeekomkommers en de manteldieren. 

## Functie
De naalden zijn van belang voor de versteviging van de weefsels van deze dieren. De skeletnaalden hebben bij alle soorten een karakteristieke vorm wat een belangrijk hulpmiddel is voor de onderscheiding van de verschillende soorten.
Na het afsterven van de zachte koralen blijft niet, zoals bij de rifkoralen (Scleractinia), een skelet achter, maar vormt het uiteengevallen skelet een gatenstructuur of worden deel van het koraalzand. Ook bij de sponsdieren en de zeekomkommers vallen de skeletnaalden uiteen. Ten slotte versmelten bij enkele sponsgroepen de skeletnaalden tot een stijf skelet.
Bij Sinularia leptoclados zijn de skeletnaalden aan de basis van de kolonie zo dicht op elkaar gepakt dat tot zes meter hoge rifstructuren kunnen ontstaan. Het is de enige rifvormende zachte koraal.